# Radovesnice II
Radovesnice II (en allemand : Radowesnitz) est une commune du district de Kolín, dans la région de Bohême-Centrale, en République tchèque. Sa population s'élevait à 472 habitants en 2018.

## Géographie
Radovesnice II se trouve à 7 km au nord de Týnec nad Labem, à 14,5 km au nord-est de Kolín et à 68 km au sud-est de Prague.
La commune est limitée par Choťovice au nord, par Žiželice au nord-est, par Uhlířská Lhota au sud-est, par Lipec au sud, et par Ohaře et Polní Chrčice à l'ouest.

## Histoire
La première mention écrite de la localité date de 1347.

## Administration
La commune se compose de deux quartiers :
- Radovesnice II
- Rozehnaly

## Transports
Par la route, Radovesnice II se trouve à 7,5 km de Týnec nad Labem, à 20 km de Kolín et à 75 km de Prague.